# Karl Ameisbichler
Karl Ameisbichler (* 25. März 1927 in Klagenfurt) ist ein ehemaliger österreichischer Boxer.
Der 1,72 m große „Weiße Bomber“ trainierte bei der damaligen Boxabteilung des KAC in Klagenfurt und wurde von 1947 bis 1950 gleich viermal in Folge Österreichischer Meister im Schwergewicht. Der Höhepunkt seiner Amateurlaufbahn war die Teilnahme an den 14. Olympischen Spielen 1948 in London, wo er jedoch im Achtelfinale gegen den britischen Lokalmatador Jack Gardner durch K. o. verlor und somit auf dem 9. Platz landete.
Von 1952 bis 1956 bestritt er als Profiboxer 29 Kämpfe in Österreich, Schweiz, Deutschland, Dänemark, Italien und Frankreich. Dabei wurde er am 17. Juli 1953 durch einen K.-o.-Sieg gegen Hein Wiesner, Österreichischer Meister im Halbschwergewicht. Einen bedeutenden Kampf bestritt er noch am 3. September 1955 gegen den italienischen Europameister Artenio Calzavara, dem er jedoch in der fünften Runde durch K. o. unterlag.
Im Laufe seiner Boxerlaufbahn kam er auf über 300 Siege, davon mehr als 220 vorzeitig.